# لیسو
لیسو (به مجاری:  Liszó) یک منطقهٔ مسکونی در مجارستان است که در زالا واقع شده‌است.